# Казаблан (фильм)
«Казаблан» (ивр. קזבלן‎) — израильский музыкальный фильм режиссёра Менахема Голана, сценаристами которого выступают Менахем Голан и Хаим Хефер. Кино основано на популярной одноимённой пьесе «Казаблан» 1954 года, написанной Йигалем Мосинсоном. Имя главного героя и название пьесы Казаблан отсылают нас к Касабланке, месту рождения главного героя. Фильм был выпущен в прокат 8 мая 1974 года компанией Metro-Goldwyn-Mayer.

## Сюжет
Сюжет разворачивается вокруг одного из старых районов города Яффо, который населяют евреи-репатрианты из разных уголков света. Главный герой, Казаблан, марокканский еврей, прошедший кампанию Шестидневной войны, не находит себе место в обществе после окончания боевых действий и становится лидером банды хулиганов в порту Яффо. Однако за его харизмой и бравадой скрываются боль и разочарование по той жизни, которую он вынужден вести.
Казаблан влюблён в Рейчел, польскую еврейку, которая проживает по соседству. Однако её родители совсем не рады тому вниманию, которое оказывает ей главный герой. Не зная его тяжёлого прошлого, они считают его преступником и обвиняют его в том, что у него нет понятия о чести, что ещё больше оскорбляет Казаблана. Сам же главный герой считает, что её родители не рады ему, потому что он является сефардским евреем, выходцем из Марокко, в то время как семья Рейчел относится к ашкеназским евреям. Культурные различия между этими двумя группами и не устраивали родителей девушки.
Также этими отношениями недоволен Януш, владелец обувной лавки, который сам имеет намерения на девушку. Он считает, что имеет право жениться на Рейчел, поскольку сам является румынским евреем, то есть имеет ашкеназское происхождение.
По ходу развития сюжета, отношения между родителями девушки и Казабланом улучшаются, особенно после того, как они узнают о том, что он ветеран войны. Однако такое развитие сюжета не устраивает Януша, тогда он решает подставить главного героя, и Казаблана забирают в полицию. Позже этот факт вскрывается, и Казаблан восстанавливает своё честное имя. Фильм заканчивается церемонией брит-милы (обрезания) внука соседей Казаблана и Рахель, на которой сочетаются культурные особенности и традиции ашкеназских и сефардских евреев, участие в мероприятии принимают все жильцы района, а Казаблану отводится главная роль - сандака (уважаемый человек, который держит ребёнка на руках во время обрезания).  

## В ролях
| Актёр             | Роль              |
| ----------------- | ----------------- |
| Йорам Гаон        | Казаблан          |
| Эфрат Лави        | Рахель            |
| Арье Элиас        | Мошико            |
| Этти Гротес       | Марьюма           |
| Иегуда Эфрони     | господин Фельдман |
| Гита Люка         | госпожа Фельдман  |
| Ализа Азикри      | певица            |
| Йосси Грабер      | Януш              |
| Миша Ашеров       | Джош              |
| Авраам Ронай      | Сараевский        |
| Яков Бен-Сира     | господин Шпигель  |
| Габи Охад         | госпожа Шпигель   |
| Хаим Банай        | господин Шимон    |
| Геула Йефет       | госпожа Шимон     |
| Яков Тиман        | сосед             |
| Мириам Олейник    |                   |
| Цви Бородо        | господин Ниссимов |
| Маделина Рахимова | госпожа Ниссимова |

## Музыка
Песни к фильму были написаны и сочинены Даном Альмагором, Амосом Этингером и Доби Зельцером.
Музыка из фильма в порядке исполнения:
1. «Хвала и честь» в исполнении Йорама Гаона
2. «Все мы евреи» в исполнении Арье Элиаса, Этти Гротес и банды Казаблана
3. «Есть место» в исполнении Йорама Гаона
4. «Демократия» в исполнении Эти Гротес, Якова Бен-Сиры и банды Казаблана
5. «Что случилось?» в исполнении банды Казаблана
6. «Яффо» в исполнении Ализы Азикри
7. «Роза» в исполнении Йорам Гаона
8. «Мне так страшно» в исполнении Хавы Альбертштейн
9. «Отвяжись от меня, Казаблан» в исполнении Йорама Гаона
10. Песня об обрезании в исполнении банды Казаблана и других.

## Номинации
В 1974 году был дважды номинирован на награду «Золотой Глобус» в категориях «Лучший фильм на иностранном языке» и «Лучшая песня».